# Dewoitine HD.780
Le Dewoitine HD.780 est un hydravion monoplace de chasse dérivé du Dewoitine D.520. Un seul exemplaire fut construit en avril 1940 mais ne vola jamais.

## Origine
En 1938, avant même l'entrée en service du Loire 210, la Marine française, déçue des performances de cet appareil, lance un appel d'offres pour un nouvel avion destiné à lui succéder : un hydravion à flotteurs de chasse, pouvant être catapulté depuis un croiseur (pour ensuite se poser sur l'eau et être récupéré avec une grue), pour offrir une défense air-air aux escadres lors qu'elles évoluent hors de portée des chasseurs amis basés à terre. Dewoitine et Potez répondent à cette demande. Le projet de Potez s'arrête au stade d'une maquette taille réelle, tandis que Dewoitine remporte le marché et construit un prototype. 

## Conception
Le HD.780 est basé sur le Dewoitine D.520, le meilleur chasseur de l'armée de l'air disponible à cette date. Le fuselage est à peu près le même. Le radiateur est déplacé vers l'avant, car sa position ventrale habituelle l'aurait trop exposé aux projections d'eau lors de l'amerrissage. En revanche, la voile est complètement différente. Elle a une forme en « mouette inversée » dont les « coudes » soutiennent les deux flotteurs. La partie externe de la voilure peut se replier, pour faciliter le stockage à bord d'un navire. Par ailleurs, la suralimentation du moteur est revue pour favoriser les performances à basse altitude. L'armement est un peu réduit : le canon principal de 20 mm (l'excellent Hispano-Suiza HS-404) est conservé, mais l'armement secondaire est réduit de 4 à 2 mitrailleurs de 7.5 mm. 
Au printemps 1940, le prototype existe, mais il n'a pas le temps de voler. A cette date, la marine préfère un avion embarqué sur porte-avion (la Classe Joffre, autre projet inabouti), Dewoitine conçoit pour cette demande un autre dérivé du D.520, sous la désignation HD.790. Le prototype est ferraillé après la capitulation française.